# Leandra dasytricha
Leandra dasytricha är en tvåhjärtbladig växtart som först beskrevs av Asa Gray, och fick sitt nu gällande namn av Célestin Alfred Cogniaux. Leandra dasytricha ingår i släktet Leandra och familjen Melastomataceae. Inga underarter finns listade i Catalogue of Life.